# Christmas Music
Christmas Music är en julskiva av manskören Orphei Drängar med dirigenten Robert Sund ifrån 1991. På skivan medverkar även organisten Bengt Forsberg samt sångarna Peter Mattei och Christina Högman.

## Låtlista
1. "Hosianna" – 2:06
  - Text & musik: Georg Joseph Vogler
  - Arr: Robert Sund
2. "När det lider mot jul" – 3:14
  - Musik: Ruben Liljefors 
  - Text: Jeanna Oterdahl 
  - Arr: Göte Widlund
3. "Jul, jul, strålande jul" – 2:29
  - Musik: Gustaf Nordqvist 
  - Text: Edvard Evers
4. "Bereden väg för herran" – 1:55
  - Folksång från Boda
5. "Psalm 24 (Gören portarna höga)" – 2:52
  - Text & musik: Gunnar Wennerberg
  - Körarrangemang: Göte Widlund
  - Orgelarrangemang: O. Arrander
6. "Betlehems stjärna" – 3:03
  - Musik: Alice Tegnér 
  - Text: Viktor Rydberg 
  - Arr: Robert Sund
  - Gunnar Backman
  - Hans-Erik Wikström
7. "Forunderligt at sige" – 3:03
  - Musik: Carl Nielsen
  - Text: N.F.S. Grundtvig 
  - Arr: Robert Sund
8. "Giv mig ej glans, Op. 1 No. 4" – 3:20
  - Musik: Jean Sibelius
  - Text: Zacharias Topelius
9. "Hodie Christus natus est" – 1:09
  - Okänd
10. "Ave Maria" – 2:25
  - Latinsk version
  - Text & musik: Tomás Luis de Victoria
11. "Ave Maria" – 3:51
  - Tysk version
  - Text & musik: Franz Biebl
12. "Die Könige" – 2:12
  - Musik: Peter Cornelius
  - Texten är troligtvis skriven av kompositören
  - Arr: Robert Sund
13. "Stille Nacht" – 3:10
  - Musik: Franz Gruber
  - Text: Joseph Mohr
  - Arr: Robert Sund
14. "Es ist ein Ros entsprungen" – 3:23
  - Traditionell tysk visa
  - Arr: Göte Widlund (efter Michael Praetorius)
15. "Joy to the World" – 1:54
  - Musik: Lowell Mason
  - Text: Isaac Watts 
  - Arr: Robert Sund
16. "O Come All Ye Faithful" – 2:34
  - Musik: Okänd
  - Text: Frederick Oakeley, William Thomas Brooke
  - Arr: Robert Sund (efter Sir David Willcocks)
17. "How far is it to Bethlehem?" – 3:04
  - Musik: Geoffrey Shaw
  - Text: Frances Chesterton
  - Tenor: Tomas Hedberg
18. "Ding Dong! Merrily On High" – 2:06
  - Fransk julsång från 1500-talet
  - Text: George Ratcliffe Woodward
  - Arr: Göte Widlund
19. "Coventry Carol" – 2:30
  - Traditionell julsång från 1400-talet
  - Bo Almgren
  - Magnus Schultzberg
20. "A La Nanita Nana" – 2:15
  - Spansk folksång
  - Arr: Norman Luboff
21. "Cantique de Noël" – 4:16
  - Musik: Adolphe Adam
  - Texten är troligtvis skriven av kompositören
  - Arr: Robert Sund
22. "La Marche Des Rois" – 2:30
  - Fransk julsång från 1700-talet
  - Arr: Robert Sund
23. "Quelle Est Cette Odeur Agréable?" – 3:29
  - Fransk julsång
  - Arr: Robert Sund

Total tid: 67:10

## Medverkande
- Orphei Drängar
- Robert Sund — dirigent
  - Bengt Forsberg — orgel
  - Christina Högman — sopran
  - Peter Mattei — baryton